# Euarcontoglirs
Els euarcontoglirs són una superordre de mamífers basada en anàlisis de les seqüències genètiques moleculars i informació de la presència o absència de retrotransposons. Combina el clade Glires, que agrupa els rosegadors i lagomorfs, amb Euarchonta, que agrupa les tupaies, els primats i els dermòpters.
Probablement se separaren del seu grup germà Laurasiatheria fa entre 95 i 90 milions d'anys durant el Cretaci. Aquesta hipòtesi té el suport de proves fòssils i moleculars.

## Cladograma
Aquesta és la filogènesi d'acord amb les dades genètiques i morfològiques:
|  | Lagomorpha |
|  |            |
|  | Rodentia   |
|  |            |

|               | Scandentia                                              |
|               |                                                         |
| Primatomorpha | \| \| Dermoptera \| \| \| \| \| \| Primates \| \| \| \| |
|               | \| \| Dermoptera \| \| \| \| \| \| Primates \| \| \| \| |
|               | Dermoptera                                              |
|               |                                                         |
|               | Primates                                                |
|               |                                                         |

|  | Dermoptera |
|  |            |
|  | Primates   |
|  |            |

|  | Lagomorpha |
|  |            |
|  | Rodentia   |
|  |            |

|               | Scandentia                                              |
|               |                                                         |
| Primatomorpha | \| \| Dermoptera \| \| \| \| \| \| Primates \| \| \| \| |
|               | \| \| Dermoptera \| \| \| \| \| \| Primates \| \| \| \| |
|               | Dermoptera                                              |
|               |                                                         |
|               | Primates                                                |
|               |                                                         |

|  | Dermoptera |
|  |            |
|  | Primates   |
|  |            |